# Кібератаки проти Естонії (2007)
Кібератаки проти Естонії — скоординована кібератака хакерів на комп'ютерні системи державних установ Естонії у квітні 2007 року.
Кібератаки почалися 27 квітня 2007 року під час загострення російсько-естонських відносин, пов'язаних із перенесенням пам'ятника Бронзовому солдату в Таллінні. Скоординована атака хакерів на деякий час вивела з ладу сайти парламенту Естонії, міністерств, банківських установ, засобів масової інформації. На думку деяких оглядачів, кібератака на Естонію належала до одних із найкраще організованих та масових в історії Інтернету.
Події розгортались у три хвилі: перші атаки були зареєстровані 28 квітня, наступна, потужніша хвиля була зареєстрована 4 травня, найпотужніша, третя хвиля була зареєстрована 9 травня 2007 року. Інтернет-трафік із закордону зріс вчетверо, що зробило недоступними атаковані сайти. Через атаки до 90% банківських транзакцій в Естонії зазнали проблем в обробці або не змогли бути завершені в нормальному режимі. На піку, створений зловмисниками трафік сягав 100 МБ/с. Для здійснення атак були використані ресурси мережі Storm. Дещо згодом, коли відбувалися процеси над учасниками заколотів квітня 2007 року, боти BlackEnergy були використані для атаки на сайт видання delfi.ee.
З початку кібервійни естонська сторона звинуватила Росію в її організації, однак пізніше міністр оборони країни спростував ці звинувачення за відсутністю доказів. Однак пізніше того ж року депутат Державної думи Росії Сергій Марков на пресконференції визнав, що один із його помічників був причетним до організації кібератак. Можливими організаторами або виконавцями атаки є група відома як Russian Business Network, хоча визначити це практино неможливо. У 2007 році лідер руху «Наші» у Придністров'ї Костянтин Голоскоков визнав причетність цієї організації до атак проти Естонії. У відповідь Естонія проголосила Сергія Маркова і лідера руху «Наші» Василя Якименка персонами нон ґрата. Оскільки Придністров'я залишається невизнаним жодною країною світу, не існувало можливості притягнути до відповідальності організаторів кібератак з цього регіону.